# A part alatt
Az A part alatt kezdetű magyar népdalt Csaplár Benedek gyűjtötte Szegeden 1870 körül. A gyermekdal leírja a kenyérsütést az aratástól a kenyér felvágásáig.

## Feldolgozások
| Szerző          | Mire                | Mű                                                   | Előadás |
| --------------- | ------------------- | ---------------------------------------------------- | ------- |
| Weiner Leó      | zongora             | Húsz könnyű kis darab, 5. darab: Allegretto          | [ 1 ]   |
| Sugár Rezső     | zongora             | Zongoraiskola I., 97. darab                          | [ 2 ]   |
| Szokolay Sándor | két furulya         | Magyar gyermekdalok két és három furulyára, 8. darab |         |
| Ludvig József   | ének, gitárakkordok | Kis kacsa fürdik…, 28. oldal                         |         |

## Kotta és dallam
| 1. A part alatt, a part alatt három varjú kaszál, három varjú kaszál.   | 2. Róka gyűjti, róka gyűjti, Szúnyog kévét köti, szúnyog kévét köti. | 3. Bolha ugrik, bolha ugrik, Hányja a szekérre, hányja a szekérre.     |
| 4. Mén a szekér, mén a szekér, Majd a malomba ér, majd a malomba ér.    | 5. A malomba, a malomba Három tarka macska, három tarka macska.      | 6. Egyik szitál, másik rostál, Harmadik követ vág, harmadik követ vág. |
| 7. Szürke szamár vizet hoz már, Tekenőbe tölti, tekenőbe tölti.         | 8. Tehén dagaszt, tehén dagaszt, Kemencébe rakja, kemencébe rakja.   | 9. Medve várja, medve várja, Kisült-e a cipó, kisült-e a cipó.         |
| 10. Tyúk a cipót csipegeti, Hangya morzsát szedi, hangya morzsát szedi. |                                                                      |                                                                        |

## Felvételek
- A part alatt. Eszményi Viktória  YouTube (1983. május 23.)  (Hozzáférés: 2016. április 24.) (audió) Rockzene gyerekeknek.
- A part alatt. Gyerekdalok  YouTube (2013. október 1.)  (Hozzáférés: 2016. április 24.) (videó)
- Fingerprints: 5. A part alatt. Norbert Neunzling  YouTube (2015. március 27.)  (Hozzáférés: 2016. április 24.) (videó) gitár.
- A part alatt. YouTube (2016. január 14.)  (Hozzáférés: 2016. április 24.) (videó) zongora.